# Franz Beyer (Orgelbauer)
Carl Franz Maximilian Beyer (* 15. August 1865 in Stralsund, Provinz Pommern; † 16. Mai 1942 in Zingst, Provinz Pommern) war ein pommerscher Orgelbauer.

## Leben
Franz Beyer wurde als erstes Kind des Franz Heinrich Beyer und dessen Frau Johanna Carolina Louisa Eleonora, geb. Primow, verw. Lasse, geboren. Er wurde am 8. September 1865 in der Stralsunder Marienkirche getauft. Nach seiner Konfirmation begann er 1879 eine Lehre beim Stralsunder Orgelbaumeister Friedrich Albert Mehmel, welche er 1884 abschloss. Von ca. 1890 bis 1894 wirkte er bei Orgelbauer Robert Voigt in Stendal. Dort sind von ihm und seiner Frau Maria Beyer, geb. Wendt, die Geburten zweier Kinder im Kirchenbuch des Domes verzeichnet:
- Wilhelm Erdmann Otto Beyer (* 26. November 1892 in Stendal)
- Franzisca Maria Wilhelmina Beyer (* 19. März 1894 in Stendal)

Von 1895 bis ca. 1916 war er Geselle bei der Firma Grüneberg in Stettin. Nach dem Ende des Ersten Weltkrieges ließ er sich als Orgelbauer in Zingst nieder. Dort wirkte er bis zu seinem Tod 1942.
Bei Firma Mehmel war er vornehmlich als Außendienstmitarbeiter tätig. Er besorgte für Mehmel Stimmungen, Wartungen und Reparaturen vor Ort. Nach dem Ersten Weltkrieg lieferte er Zinkprospektpfeifen für die 1917 als Metallspende des deutschen Volkes abgegebenen zinnernen Prospektpfeifen. Er wird als tüchtig beschrieben und wurde als sorgfältiger Orgelpfleger geschätzt. Er schuf nur wenige Neubauten, die meist aus Zuliefermaterial der Firma Laukhuff erstellt wurden. Am 16. Mai 1942 starb Franz Beyer in Zingst; er wurde dort am 20. Mai 1942 beigesetzt.

## Neubauten
| Jahr    | Ort         | Gebäude      | Bild | Manuale | Register | Bemerkungen |
| ------- | ----------- | ------------ | ---- | ------- | -------- | --- |
| 1922    | Brandshagen | Marienkirche |      | II/P    | 11       | Die Orgel ist erhalten. Sie wurde komplett von der Firma Laukhuff erbaut und durch Beyer in Brandshagen aufgestellt. Das Instrument wurde 1998 durch Dagobert Liers wieder spielbar gemacht. |
| um 1934 | Teterin     | Dorfkirche   |      | I/P     | 5        | Die Orgel ist erhalten. Sie wurde unter Zuhilfenahme von Orgelteilen der Firma Laukuff von Beyer erbaut.                                                                                     |

## Reparaturen, Umbauten, Wartungen
| Jahr      | Ort                    | Gebäude          | Bild | Erbauer                  | Baujahr | Art            | Bemerkungen |
| --------- | ---------------------- | ---------------- | ---- | ------------------------ | ------- | -------------- | --- |
| 1886      | Zarrentin am Schaalsee | Klosterkirche    |      | Friedrich Wilhelm Winzer | 1844    | Reinigung      | Die Orgel ist erhalten. Winzer baute 15 Register und ließ vier Schleifen unbesetzt. 1886 erfolgte eine Reinigung der Orgel durch Franz Beyer. |
| 1899      | Pantlitz               | Dorfkirche       |      | Friedrich Albert Mehmel  | 1869    | Umdisponierung | 1899 Erweiterung des I. Manuals um Bordun 16′ (Beyer), 1919 pneumatischer Zusatzstock (Beyer), 1958 Umdisponierung (Schuke), 1977 Umsetzung aus Pantlitz/Vorpommern (Stüber). Dabei erfolgte eine starke Umdisponierung unter Verwendung alten Pfeifenmaterials. Heute hat die Orgel II/P/11. |
| nach 1917 | Stoltenhagen           | Dorfkirche       |      |                          | 1839    | Erweiterung    | I/10 |
| 1920      | Greifswald             | St. Marien       |      |                          |         | Pflegevertrag  | |
| 1921      | Greifswald             | St. Nikolai      |      |                          |         | Pflegevertrag  | |
| 1927      | Saal                   | Dorfkirche       |      |                          | um 1750 | Umbau          | II/P/15 |
| 1930      | Grimmen                | St. Marien       |      |                          |         | Reparatur      | |
| 1930      | Richtenberg            | St. Nikolai      |      | Friedrich Albert Mehmel  | 1861    | Umdisponierung | Die Orgel ist erhalten. 1930 wurden von Beyer fünf Register umdisponiert. 2002 fand eine Teilsanierung durch die Firma Sauer Orgelbau aus Müllrose statt. |
| 1930      | Gristow                | Dorfkirche       |      |                          | 1820    | Reparatur      | |
| 1935      | Rakow                  | Dorfkirche       |      |                          | 1852    | Reparatur      | Fischer-Orgel, I/8 |
| 1936      | Gristow                | Dorfkirche       |      |                          | 1820    | Reinigung      | II/P/17 |
| 1940      | Garz/Rügen             | St.-Petri-Kirche |      | Felix Grüneberg          | 1914    | Umdisponierung | Die Orgel ist erhalten. Beyer tauschte die Oktave 2′ des Hauptwerkes gegen eine Aeoline 8′. 1994/1995 wurde die Orgel durch Rainer Wolter aus Zudar restauriert. Die Oktave 2′ wurde wieder hergestellt.                                                                                      |